# Parrilla venezolana
En Venezuela, la parrilla es un plato cocinado en carbón vegetal o leña que consiste principalmente en abundante carne de res (cortes de solomo o punta trasera), pollo, chorizo, morcilla, chuleta o costilla de cerdo, acompañado por contornos como yuca y papa (hervida, asada aliñada o frita ), hallaquitas o bollitos aliñados, papas fritas, arepas, cachapas, quesos cortados en tiras o ensaladas (principalmente la criolla o la rallada).
La parrilla se suele servir con guasacaca como salsa, así como con algunos tipos de salsas picantes (comúnmente ajicero criollo). En menor medida, se acompaña con otras salsas como la BBQ, salsa para bistec (llamada 57 o 79) o incluso kétchup aliñado.
Por otra parte, los adultos suelen acompañar la parrilla con cerveza como bebida (también ocasionalmente ron o whisky), mientras que los más jóvenes con refrescos o jugos de frutas.

## Características sociales y culturales
Social y culturalmente, la parrilla en Venezuela suele prepararse y consumirse especialmente en reuniones o eventos sociales amplios que incluyen familiares o amigos, sobre todo en fines de semana o celebraciones importantes para disfrutar en colectivo. Asimismo, es frecuente que cada miembro que participará en una parrillada aporte monetariamente o directamente con algún ingrediente para preparar la misma. En tiempos prehispánicos los nativos consumían barbacoa.
Por otro lado, tradicionalmente las carnes de la parrilla son preparadas por los hombres, mientras que las mujeres se encargan de los contornos.
Desde el año 2013, la empresa La Montserratina promueve el Día del Parrillero que se celebra el último sábado de cada mes de julio.
Algunas familias suelen preparar parrilla en sustitución del sancocho como almuerzo los días 25 de diciembre (Navidad) y/o 1 de enero (Año Nuevo).

## Variantes

### Carne en vara

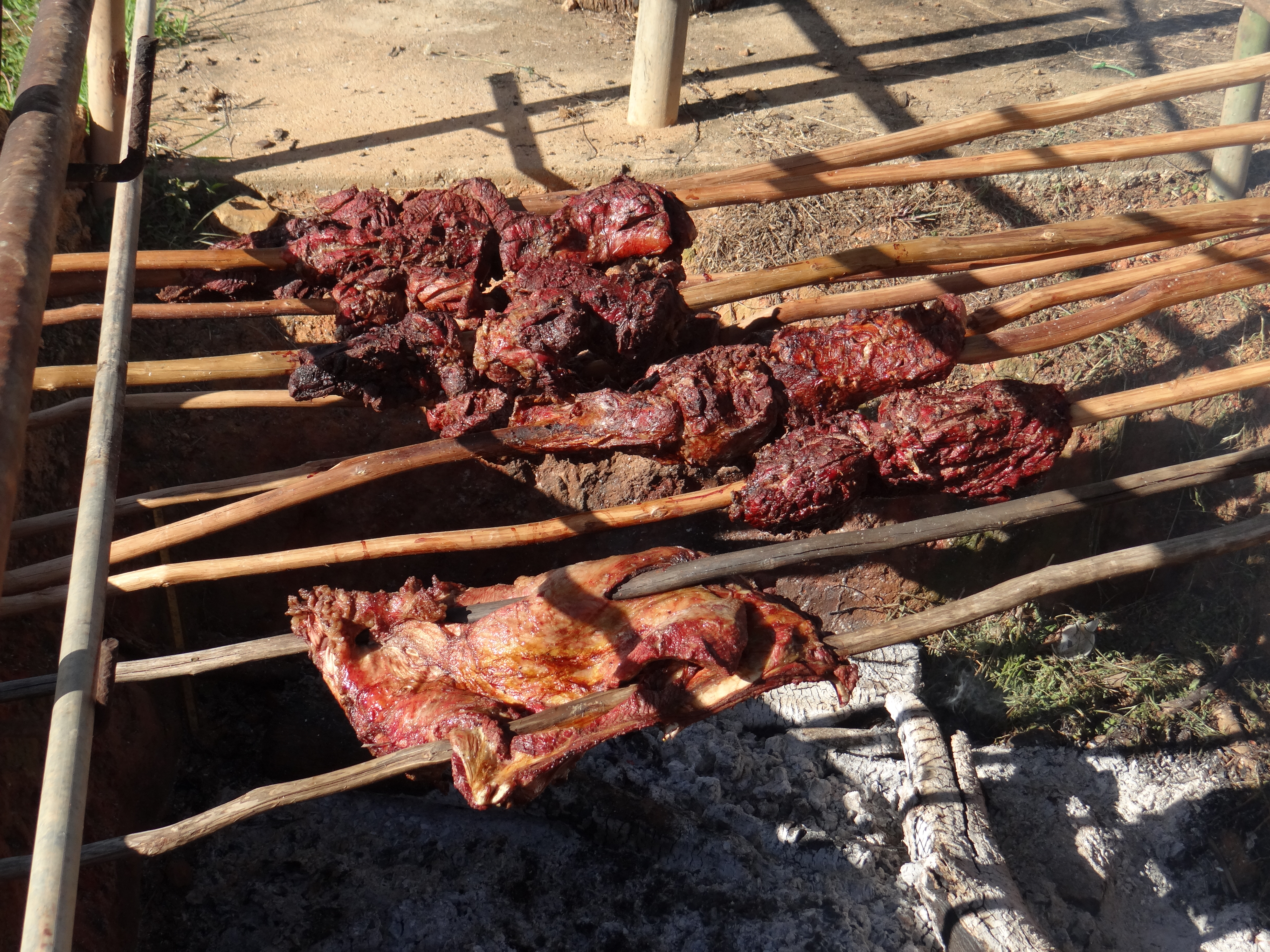
Carne en vara

Alternativamente, la carne también puede ser asada en varas de madera atravesadas por éstas de manera vertical obteniendo brasas por medio de leña. Esta práctica se denomina carne en vara, muy emblemática del país, sobre todo en los Llanos venezolanos.
Se dice que antes de independencia ya se consumía, dada a que la preparación es muy similar a uno de los asados españoles. 
En los Llanos colombianos existe una preparación muy similar llamada mamona o ternera a la llanera. 

### Parrilla mar y tierra
También es muy común la llamada parrilla mar y tierra, especialmente en las costas venezolanas. Consiste en asar junto con la carne de res algunos moluscos y crustáceos marinos (camarones, calamares, pulpo, almejas, mejillones, etc.).

### Parrilla marinera

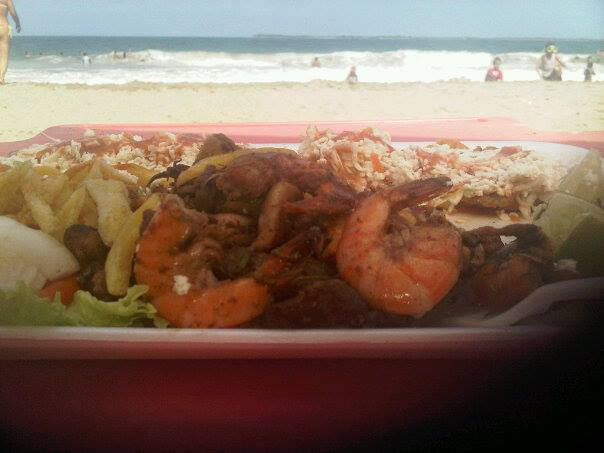
Parrilla marinera

Cuando se omite la carne y, en su lugar, se asa pescado junto con los mencionados moluscos y crustáceos, se hace llamar parrilla marinera, la cual se suele consumir en las regiones costeras y durante la Semana Mayor, ya que por precepto religioso cristiano en esas fechas está proscrito el consumo de carne.

### Parrilla siete montes
En la población de Altagracia en el estado Lara (cerca de Carora) se prepara la parrilla siete montes, la cual consiste en siete tipos diferentes de carne (res, cerdo, pollo, iguana, conejo, venado y chivo, ocasionalmente se añade carne de serpiente).